# III liga polska w piłce siatkowej mężczyzn (2005/2006)
III liga polska w piłce siatkowej mężczyzn 2005/2006 – rozgrywki czwartej w hierarchii po Profesjonalnej Lidze Piłki Siatkowej, I lidze i II lidze - klasy męskich ligowych rozgrywek siatkarskich w Polsce. Rywalizacja w niej toczy się systemem ligowym - o awans do II ligi, a za jej prowadzenie odpowiadają Wojewódzkie Związki Piłki Siatkowej. W niektórych województwach gra się rundy play-off. Najlepsze dwie drużyny każdego z województw miały prawo wystąpić w turniejach o awans do II ligi organizowanych przez Polski Związek Piłki Siatkowej - półfinałowych i finałowych. W każdym turnieju udział brały 4 drużyny. W półfinałowych 2 najlepsze z każdego z nich awansowały dalej, a w turniejach finałowych tylko najlepsza drużyna każdego z turniejów awansowała bezpośrednio do II ligi, natomiast drużyny z drugich miejsc rozgrywały z drużynami z II ligi dwumecz barażowy o awans. W niektórych województwach najsłabsze drużyny są relegowane do IV ligi, jeśli w danym województwie ona funkcjonuje.

## Turnieje półfinałowe[1]

### Działoszyn
| miejsce | drużyna                       | mecze | punkty | sety | małe punkty | adnotacje                                 |
| ------- | ----------------------------- | ----- | ------ | ---- | ----------- | ----------------------------------------- |
| 1       | KS Warta Działoszyn           | 3     | 8      | 9:3  | 75:52       |                                           |
| 2       | MKS MOSiR Jasło               | 3     | 6      | 7:4  | 75:57       |                                           |
| 3       | AZS KU Uniwersytet Rzeszowski | 3     | 4      | 5:7  | 57:75       | awans do turnieju finałowego decyzją PZPS |
| 4       | Dunajec Nowy Sącz             | 3     | 0      | 2:9  | 52:75       | awans do turnieju finałowego decyzją PZPS |

     awans do turnieju finałowego

### Kraków
| miejsce | drużyna                    | mecze | punkty | sety | małe punkty |
| ------- | -------------------------- | ----- | ------ | ---- | ----------- |
| 1       | LKS Orzeł Parzęczew        | 3     | 7      | 8:4  | 297:269     |
| 2       | AZS Politechnika Krakowska | 3     | 5      | 7:5  | 277:263     |
| 3       | MKS V LO Rzeszów           | 3     | 3      | 6:8  | 300:327     |
| 4       | GKS Janina Libiąż          | 3     | 3      | 3:7  | 227:242     |

     awans do turnieju finałowego

### Warszawa
| miejsce | drużyna                                        | mecze | punkty | sety | adnotacje                                                                                        |
| ------- | ---------------------------------------------- | ----- | ------ | ---- | ------------------------------------------------------------------------------------------------ |
| 1       | MKS MDK Warszawa                               | 3     | 7      | 8:4  |                                                                                                  |
| 2       | KKS Kozienice                                  | 3     | 6      | 7:4  | awans decyzją PZPS do barażu o II ligę (pomimo wycofania drużyny z udziału w turnieju finałowym) |
| 3       | Wyższa Szkoła Finansów i Zarządzania Białystok | 3     | 5      | 7:6  |                                                                                                  |
| 4       | KS Zakład Karny Biała Podlaska                 | 3     | 0      | 1:9  |                                                                                                  |

     awans do turnieju finałowego
     - baraż o awans

### Augustów
| miejsce | drużyna                  | mecze | punkty | sety |
| ------- | ------------------------ | ----- | ------ | ---- |
| 1       | AZS II Olsztyn           | 3     | 8      | 9:3  |
| 2       | ZKS Ślepsk Augustów      | 3     | 6      | 8:5  |
| 3       | EKS Skra III Bełchatów   | 3     | 4      | 5:6  |
| 4       | UKS Iskra Volley Zielona | 3     | 0      | 1:9  |

     awans do turnieju finałowego

### Gdańsk
| miejsce | drużyna                    | mecze | punkty | sety | małe punkty | adnotacje                                                                        |
| ------- | -------------------------- | ----- | ------ | ---- | ----------- | -------------------------------------------------------------------------------- |
| 1       | GTS Gdańsk                 | 2     | 6      | 6:0  | 158:126     | awans do II ligi decyzją PZPS (pomimo rezygnacji z udziału w turnieju finałowym) |
| 2       | KS Joker II Piła           | 2     | 3      | 3:4  | 162:156     |                                                                                  |
| 3       | GKS Rega Merida Trzebiatów | 2     | 0      | 1:6  | 144:182     |                                                                                  |

     awans do turnieju finałowego

### Poznań
| miejsce | drużyna               | mecze | punkty | sety | małe punkty |
| ------- | --------------------- | ----- | ------ | ---- | ----------- |
| 1       | KU AZS UAM Poznań     | 3     | 9      | 9:1  | 248:164     |
| 2       | LKS Spartakus Remdróg | 3     | 4      | 6:7  | 233:282     |
| 3       | SKS Starogard Gdański | 3     | 4      | 5:6  | 223:223     |
| 4       | KTS Ziemowit Osięciny | 3     | 1      | 3:9  | 239:274     |

     awans do turnieju finałowego

### Gozdnica
| miejsce | drużyna                 | mecze | punkty | sety |
| ------- | ----------------------- | ----- | ------ | ---- |
| 1       | MCKiS Jaworzno          | 3     | 8      | 9:2  |
| 2       | ZPAS Poliamid Nowa Ruda | 3     | 6      | 8:5  |
| 3       | MMKS Kędzierzyn-Koźle   | 3     | 4      | 5:7  |
| 4       | Budowlani Gozdnica      | 3     | 0      | 1:9  |

     awans do turnieju finałowego

### Dąbrowa Górnicza
| miejsce | drużyna                  | mecze | punkty | sety |
| ------- | ------------------------ | ----- | ------ | ---- |
| 1       | MKS Sudety Kamienna Góra | 3     | 9      | 9:3  |
| 2       | MMKS Dąbrowa Górnicza    | 3     | 6      | 7:4  |
| 3       | AZS II Nysa              | 3     | 3      | 5:6  |
| 4       | Astra Nowa Sól           | 3     | 0      | 1:9  |

     awans do turnieju finałowego

## Turnieje finałowe[2]

### Działoszyn
| miejsce | drużyna                       | mecze | punkty | sety | małe punkty |
| ------- | ----------------------------- | ----- | ------ | ---- | ----------- |
| 1       | KS Warta Działoszyn           | 3     | 8      | 9:3  | 75:52       |
| 2       | MKS MOSiR Jasło               | 3     | 6      | 7:4  | 75:57       |
| 3       | AZS KU Uniwersytet Rzeszowski | 3     | 4      | 5:7  | 57:75       |
| 4       | Dunajec Nowy Sącz             | 3     | 0      | 2:9  | 52:75       |

     - awans do II ligi

### Parzęczew
| miejsce | drużyna               | mecze | punkty | sety | małe punkty |
| ------- | --------------------- | ----- | ------ | ---- | ----------- |
| 1       | KU AZS UAM Poznań     | 3     | 6      | 9:3  | 283:258     |
| 2       | ZKS Ślepsk Augustów   | 3     | 4      | 6:6  | 277:274     |
| 3       | LKS Orzeł Parzęczew   | 3     | 4      | 4:7  | 245:250     |
| 4       | MMKS Dąbrowa Górnicza | 3     | 4      | 4:7  | 234:257     |

     - awans do II ligi
     - baraż o awans

### Zawidz
| miejsce | drużyna          | mecze | punkty | sety | małe punkty | adnotacja                                       |
| ------- | ---------------- | ----- | ------ | ---- | ----------- | ----------------------------------------------- |
| 1       | KS Joker II Piła | 3     | 6      | 9:2  | 259:242     | brak zgłoszenia do przyszłych rozgrywek II ligi |
| 2       | MKS MDK Warszawa | 3     | 5      | 7:3  | 239:220     |                                                 |
| 3       | MCKiS Jaworzno   | 3     | 4      | 3:7  | 210:237     |                                                 |
| 4       | MKS MOSiR Jasło  | 3     | 3      | 2:9  | 242:251     |                                                 |

     - baraż o awans

### Olsztyn
| miejsce | drużyna                    | mecze | punkty | sety | małe punkty | adnotacja                                              |
| ------- | -------------------------- | ----- | ------ | ---- | ----------- | ------------------------------------------------------ |
| 1       | MKS Sudety Kamienna Góra   | 3     | 5      | 7:4  | 258:233     |                                                        |
| 2       | AZS II Olsztyn             | 3     | 5      | 7:4  | 255:240     | awans decyzją PZPS (pomimo braku zgłoszenia do baraży) |
| 3       | AZS Politechnika Krakowska | 3     | 5      | 7:4  | 255:243     | udział w barażach decyzją PZPS                         |
| 4       | LKS Spartakus Remdróg      | 3     | 3      | 0:9  | 175:227     |                                                        |

     - awans do II ligi
     - baraż o awans

## Baraże o awans[3]
| gospodarz              | gość                   | wynik | wyniki setów                      |
| ---------------------- | ---------------------- | ----- | --------------------------------- |
| TKKF Razem Wołów       | MKS MDK Warszawa       | 2:3   | 19:25, 19:25, 25:18, 25:22, 14:16 |
| MKS MDK Warszawa       | TKKF Razem Wołów       | 3:2   | ? (brak danych)                   |
|                        |                        |       |                                   |
| Karo Strzelce Opolskie | Politechnika Kraków    | 3:0   | 25:16, 25:23, 25:23               |
| Politechnika Kraków    | Karo Strzelce Opolskie | 1:3   | 23:25, 22:25, 25:12, 24:26        |
|                        |                        |       |                                   |
| Orkan Nisko            | KKS Kozienice          | 2:3   | 25:13, 25:19, 23:25, 17:25, 7:15  |
| KKS Kozienice          | Orkan Nisko            | 3:0   | 25:16, 25:19, 25:22               |
|                        |                        |       |                                   |
| KPS Wołomin            | Ślepsk Augustów        | 0:3   | 17:25, 21:25, 24:26               |
| Ślepsk Augustów        | KPS Wołomin            | 3:0   | 25:21, 25:19, 26:24               |

### Awans do II ligi po barażu
- MKS MDK Warszawa
- Karo Strzelce Opolskie (utrzymanie w II lidze)
- KKS Kozienice
- Ślepsk Augustów